# Sphaerospira yulei
Sphaerospira yulei är en snäckart som först beskrevs av Forbes 1851.  Sphaerospira yulei ingår i släktet Sphaerospira och familjen Camaenidae. Inga underarter finns listade i Catalogue of Life.